# 王蘭花 (1955年)
王蘭花（1955年—），高雄縣人，台灣歌仔戲演員，工生行。活躍於大型舞台歌仔戲公演，主演作品有《新寶蓮燈》（飾二郎神，黃香蓮歌仔戲團）等多部。

## 生平
1974年考進嘉義的歌仔戲戲班學藝，後參加華視、中視、三立  等電視台的電視歌仔戲表演工作。

## 電視歌仔戲作品

### 華視
- 李如麟歌仔戲
  - 龍鳳姻緣 飾魏天豪
  - 嘉慶君遊台灣
  - 仙侶奇緣
  - 洛陽橋
  - 白雲龍
  - 浪子李三 飾曹天俊
  - 煙雨花樓
  - 琴韻蕭聲
  - 十二生肖
  - 斷情劍
  - 鐵膽英豪

### 中視
- 黃香蓮歌仔戲
  - 逍遙公子
  - 財神闖天關
  - 福氣神爺
  - 臭頭洪武君
  - 草鞋狀元郎

### 公視
- 小明明歌仔戲
  - 洛神

### 力霸友聯
- 開元藝坊歌仔戲
  - 烏龍院

### 三立
- 廟口歌仔戲
  - 薛丁山與樊梨花
  - 順治與董小宛
  - 沉江疑雲
  - 白賊皇帝
  - 少年神算
  - 異國鴛鴦恨
  - 銅雀煙雲
  - 羅帕姻緣
  - 桂圓情史
  - 狀元錯中錯
  - 包公、土公、城隍公
  - 破鏡有情天
- 陳亞蘭歌仔戲
  - 民視《天龍傳奇》飾張子沖
  - 台視《嘉慶君遊台灣》飾明柏漢

### 台視
- 楊麗花歌仔戲
  - 忠孝節義~萬古留芳

## 舞台歌仔戲公演作品
- 一心歌仔戲
  - 戲看生死關
- 黃香蓮歌仔戲
  - 青天難斷-陳世美與秦香蓮
  - 新寶蓮燈
- 洪秀玉歌仔戲
  - 聖劍平冤
- 楊麗花歌仔戲
  - 丹心救主
  - 薛丁山與樊梨花
- 陳亞蘭歌仔戲
  - 牛郎織女
- 台灣歌仔戲班
  - 桃花搭渡
  - 雪梅教子
  - 郭懷一
  - 約瑟的新衫
  - 路得記
- 李靜芳歌仔戲
  - 柳如是傳奇
  - 女兒春恨

## 外部連結
- 台灣國立傳統藝術中心王蘭花資料網頁 （页面存档备份，存于）